# Cryptoblepharus novocaledonicus
Cryptoblepharus novocaledonicus (новокаледонський змієокий сцинк) — вид сцинкоподібних ящірок родини сцинкових (Scincidae). Ендемік Нової Каледонії.

## Поширення і екологія
Новогвінейські змієокі сцинки мешкають на островах Нова Каледонія, Белеп, Пен, Луайоте та майже на усіх дрібних сусідніх островах. Вони живуть на скелястих морських узбережжях і кам'янистих пляжах, трапляються в мангрових заростях і в заростях макі. Ведуть денний, наземний або деревний спосіб життя.